# 中国质量标准出版传媒
中国质量标准出版传媒有限公司（中国标准出版社），原名技术标准出版社、中国标准出版社（英語：Standards Press of China）、中国质检出版社，是一所位于中华人民共和国北京市的出版社。

## 沿革
1963年，技术标准出版社成立，直属于国家标准局。1983年3月改为中国标准出版社，隶属于国家质量监督检验检疫总局。该出版社主要负责编辑出版国家标准行业标准国际标准、国外先进标准等图书。每年出版的《中国标准化年鉴》，刊有当年出版的全部国家标准目录，此外还出版《中国国家标准汇编》。2007年，与中国计量出版社合并，成立中国质检出版社，但保留“中国标准出版社”的名称和署名。2019年1月30日改为现名。